# Bildungsserver
Bildungsserver dienen als Portale im Internet für Fragen der Bildung vom vorschulischen Bereich über die Schule bis zu Beruflicher Bildung, Hochschule und Erwachsenenbildung. Sie dienen auch als Bildungsnetzwerk und werden vom Bund und von den einzelnen Bundesländern betrieben. Dabei setzt jedes Land eigene Schwerpunkte.

## Beschreibung
Es gibt den Deutschen Bildungsserver und in allen Bundesländern Deutschlands je einen Landesbildungsserver. Auch städtische Träger des Bildungswesens betreiben teilweise ihre eigenen Bildungsserver. Der österreichische Bildungsserver wird in Zusammenarbeit mit dem Bundesministerium für Unterricht, Kunst und Kultur gestaltet. Vereinzelt wird auch das Internetangebot der Zentrale für Unterrichtsmedien im Internet als Bildungsserver angesprochen, da deren kostenlose Internet-Service-Dienste entsprechende Funktionen bieten.  Neben Informationen zum Bildungswesen wird unterstützendes Material angeboten. Viele Bildungsserver bieten weitere Unterstützung für die Online-Zusammenarbeit und E-Learning.
Es gibt auch Bildungsserver im nichtstaatlichen Bereich (Nichtregierungsorganisationen); zum Beispiel existiert für den Bereich Globales Lernen ein gleichnamiger Bildungsserver der Eine-Welt-Internet-Konferenz (EWIK), der Materialien, Kontakte und Datenbanken zur zentralen Nutzung anbietet.

## Weitere Bildungsserver
- Bildungsserver Berlin-Brandenburg
- Landesbildungsserver Baden-Württemberg
- Hessischer Bildungsserver
- Hamburger Bildungsserver
- Bildungsserver Sachsen-Anhalt beim Landesinstitut für Schulqualität und Lehrerbildung Sachsen-Anhalt